# SV Germania 06 Bochum
SV Germania 06 Bochum was een Duitse voetbalclub uit Bochum, Noordrijn-Westfalen. De club is de voorloper van het huidige VfL Bochum.

## Geschiedenis
De club werd in 1906 opgericht als FC 1906 Bochum. De club was aangesloten bij de West-Duitse voetbalbond en speelde in 1916 voor het eerst in de hoogste klasse van de Ruhrcompetitie. Na de oorlog verdween de club weer naar de tweede klasse. In 1924 fuseerde de club met Vorwärts Bochum en werd zo SV Germania 06 Bochum. In 1926 promoveerde de club naar de hoogste klasse. Na de degradatie van TuS Bochum 08 in 1928 werd Germania de beste club van de stad. In 1928/29 werd de club tweede achter FC Schalke 04. Twee jaar later eindigde de club samen met SC Westfalia 04 Herne op de eerste plaats in groep A en versloeg deze club in een play-off met 2:1. In de finale om de titel verloor de club met 4:0 van SV Union 1910 Gelsenkirchen. Als vicekampioen mocht de club wel naar de West-Duitse eindronde voor vicekampioenen en werd meteen uitgeschakeld door SC Borussia 08 Rheine. Het volgende seizoen werd de club opnieuw groepswinnaar. In de finalegroep met Schalke 04 en Schwarz-Weiß Essen verloor de club van Schalke en speelde gelijk tegen Essen. In 1932/33 werd Germania tweede in zijn groep met één punt achterstand op Schalke.
Na dit seizoen kwam de NSDAP aan de macht in Duitsland. De overkoepelende bonden werden afgeschaft en de acht competities in West-Duitsland werden vervangen door drie Gauliga's. Door het goede resultaat in de competitie plaatste Germania zich, als enige club van de stad, voor de Gauliga Westfalen. In het eerste seizoen eindigde Germania op de vierde plaats. In 1935/36 werd de club tweede achter, opnieuw, Schalke maar wel met een ruime achterstand. Het volgende seizoen eindigde de club net boven de degradatiezone. Met een vijfde plaats in 1937/38 herpakte de club zich.
In 1938 fuseerden de club met rivaal TuS 08 en de Bochumer TV 1848. De nazi's wilden deze fusie om zo een grote club te krijgen in Bochum.